# 26. december
26. december er dag 360 i året i den gregorianske kalender (dag 361 i skudår). Der er 5 dage tilbage af året. Det er anden juledag og Sankt Stefans dag. I Danmark er dagen officielt helligdag.

### Begivenheder
Født - Dødsfald
- 1876 - Et snerydningstog forulykker mellem Horsens og Tvingstrup (Hansted-ulykken).
- 1898 - Marie og Pierre Curie opdager grundstoffet radium.
- 1925 - Communist Party of India grundlægges på en kongres i Kanpur i Britisk Indien.
- 1933 - FM-radioen patenteres.
- 1943 - Det tyske slagskib Scharnhorst sænkes af britiske styrker.
- 1991 - Den Øverste Sovjet mødes og opløser formelt Sovjetunionen.
- 2004 - Jordskælvet i det indiske ocean 2004: Et jordskælv i havet vest for den indonesiske ø Sumatra i det Indiske Ocean målt til 9,0 på richterskalaen menes at være det kraftigste i verden i 40 år. En flodbølge, en såkaldt tsunami, slår omkring 300.000 mennesker ihjel og gør omkring 1,5 millioner hjemløse i kystegnene i Thailand, Sri Lanka, Indien, Indonesien og Malaysia.

### Født
- 1194 - Frederik 2., tysk-romersk kejser (død 1250).
- 1791 - Charles Babbage, engelsk matematiker og opfinder (død 1871).
- 1803 - Friedrich Reinhold Kreutzwald, estisk folklorist og læge (død 1882)
- 1869 - August Blom, dansk filminstruktør og skuespiller (død 1947).
- 1891 - Henry Miller, amerikansk forfatter (død 1980).
- 1893 - Mao Zedong, Formand for Kinas Kommunistparti (død 1976).
- 1904 - Alejo Carpentier, cubansk forfatter (død 1980).
- 1904   - Sonja Rindom, dansk oversætter (død 2004).
- 1914 - Lise Thomsen, dansk skuespillerinde (død 2003).
- 1914   - Richard Widmark, amerikansk skuespiller (død 2008).
- 1926 - Earle Brown, amerikansk komponist (død 2002).
- 1926   - Gina Pellón, cubansk maler (død 2014).
- 1937 - John Horton Conway, engelsk matematiker (død 2020).
- 1939 - Phil Spector, amerikansk musikproducer (død 2021).
- 1951 - John Scofield, amerikansk jazzmusiker.
- 1959 - Hans Nielsen, dansk speedwaykører.
- 1960 - Temuera Morrison, New Zealandsk skuespiller.
- 1963 - Lars Ulrich, dansk trommeslager og komponist i Metallica.
- 1971 - Jared Leto, amerikansk musiker og skuespiller.
- 1982 - Aksel Lund Svindal, norsk skiløber.
- 1986 - Kit Harington, engelsk skuespiller.
- 1991 - Mai Villadsen, dansk politiker og politisk ordfører for Enhedslisten.
- 1997 - Tamara Zidanšek, slavisk tennisspiller.

### Dødsfald
- 1302 - Valdemar Birgersson af Sverige, svensk konge (født ca. 1243).
- 1826 - Schack von Staffeldt, dansk digter (født 1769).
- 1909 - Frederic Remington, amerikansk billedkunstner (født 1861).
- 1939 - N.P. Fisker, dansk politiker og minister (født 1886).
- 1946 - Ole Chievitz, dansk læge, overkirurg og modstandsmand (født 1883).
- 1947 - Peter Urban Gad, dansk filminstruktør (født 1879).
- 1972 - Harry S. Truman, amerikansk præsident (født 1884).
- 1974 - Knudåge Riisager, dansk komponist (født 1897).
- 1977 - Howard Hawks, amerikansk filminstruktør (født 1896).
- 1983 - Ellen Malberg, dansk skuespiller (født 1907).
- 1988 - Herluf Bidstrup, dansk tegner (født 1912).
- 1996 - Ingolf David, dansk skuespiller (født 1926).
- 1997 - Jørgen Bøgh, dansk højskolemand, domprovst og europaparlamentspolitiker (født 1917).
- 1999 - Curtis Mayfield, amerikansk musiker og komponist (født 1942).
- 2001 - Nigel Hawthorne, engelsk skuespiller (født 1929).
- 2006 - Gerald Ford, USA's 38. præsident (født 1913).
- 2023 - Wolfgang Schäuble, tysk politiker (født 1942).

|  | Denne datoartikel kan blive bedre, hvis der indsættes et (bedre) billede Du kan hjælpe ved at afsøge Wikimedia Commons for et passende billede eller uploade et godt billede til Wikimedia Commons iht. de tilladte licenser og indsætte det i artiklen. |